# Neuhausen am Rheinfall
Pour les articles homonymes, voir Neuhausen.
Neuhausen am Rheinfall est une commune suisse du canton de Schaffhouse.

## Géographie

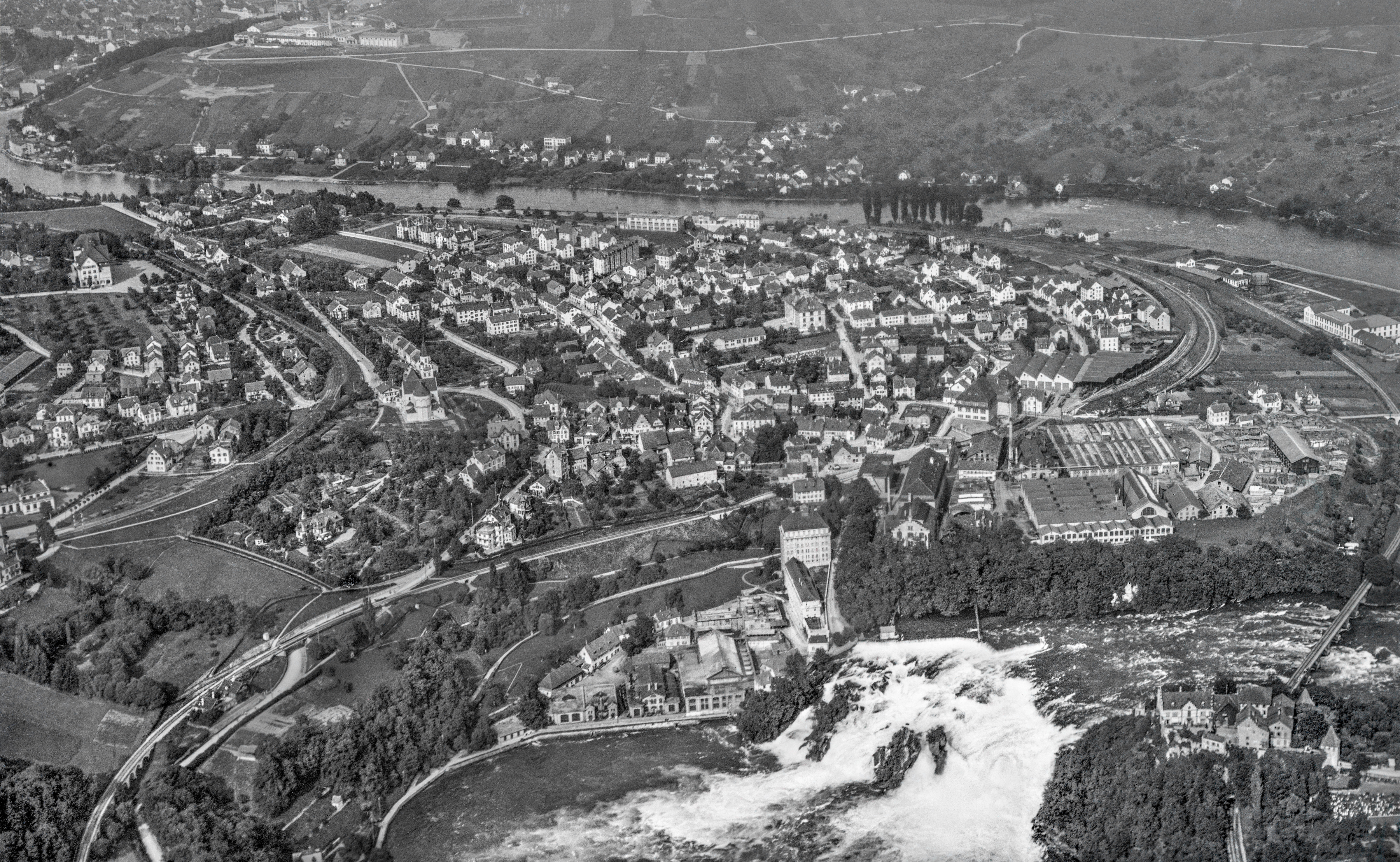
Vue aérienne par Walter Mittelholzer (1919).

Selon l'Office fédéral de la statistique, Neuhausen am Rheinfall mesure 8 km2.
Neuhausen est située sur la rive droite du Rhin au sud-ouest de la ville de Schaffhouse. La commune suisse de Beringen (canton de Schaffhouse) se trouve à sa limite est, tandis que la ville allemande de Jestetten est à sa lisière sud, alors que sur la rive gauche du fleuve se trouvent le canton de Zurich et la commune de Flurlingen. Elle possède en outre deux collines sur son territoire : Neuhauserwald et Engwald.

## Démographie
Selon l'Office fédéral de la statistique, Neuhausen am Rheinfall compte 10 893 habitants fin 2022. Sa densité de population atteint 1362 hab./km2.
Le graphique suivant résume l'évolution de la population de Neuhausen am Rheinfall entre 1850 et 2008 :

## Histoire
Neuhausen apparaît pour la première fois dans des documents en 1111.
Le modeste village de paysans et de pêcheurs s'est progressivement transformé en faubourg industriel de la ville de Schaffhouse.
Un accident de train a eu lieu le 10 janvier 2013 faisant 17 blessés.

## Économie
- SIG, société de matériels ferroviaires, d'armement légers et de machines d'emballage pour l'agroalimentaire.
- Moser Schaffhausen AG, montres.
- Card Guard AG, télésurveillance médicale.
- IVF Hartmann, produits hospitaliers et d'hygiène.
- Häni-Prolectron (HPW), systèmes de gestion du trafic pour les transports publics.

## Culture et patrimoine

### Héraldique
| Blason | Blasonnement : D'or à la feuille de trèfle de sinople en pointe, surmontée d'une serpette d'argent émanchée de brun. Commentaires : Les armoiries du XVIe siècle, mieux fondées du point de vue héraldique et symbolique, portaient de gueules au saumon arqué d'argent. |

### Monuments et curiosités
- Les chutes du Rhin.
- Manoir de Wörth, petit château ayant abrité la douane pour la batellerie.
- Villa Charlottenfels, ensemble néorenaissance construit au XIXe siècle pour un industriel.

## Transports
- Ligne ferroviaire CFF Zurich-Schaffhouse
- Ligne ferroviaire CFF Bülach-Schaffhouse
- Ligne ferroviaire DB Schaffhouse-Erzingen (Baden)